# Pennies from Heaven (film, 1981)
Pennies from Heaven är en amerikansk musikalfilm från 1981. Den utspelar sig i Chicago under 1930-talet.

## Om filmen
Pennies from Heaven regisserades av Herbert Ross och är baserad på den brittiska TV-serien med samma namn. Filmen hade svensk premiär den 9 april 1982
Musiken i filmen är komponerad av Ralph Burns, Con Conrad, Marvin Hamlisch och Billy May.

## Rollista
| Steve Martin       | – Arthur              |
| Bernadette Peters  | – Eileen              |
| Jessica Harper     | – Joan                |
| Vernel Bagneris    | – mannen med dragspel |
| John McMartin      | – Mr. Warner          |
| John Karlen        | – detektiven          |
| Jay Garner         | – bankiren            |
| Robert Fitch       | – Al                  |
| Tommy Rall         | – Ed                  |
| Christopher Walken | – Tom                 |